# Maicon (Fußballspieler, 1981)
Maicon Douglas Sisenando (* 26. Juli 1981 in Novo Hamburgo), kurz Maicon, ist ein ehemaliger brasilianischer Fußballspieler. Seine Stammposition war die rechte Verteidigungsseite, bekannt war er jedoch vor allem für seine schnellen Vorstöße in die Hälfte des Gegners, die ihm den Ruf als einer der besten Außenverteidiger der Welt einbrachten.

## Karriere

### Im Verein

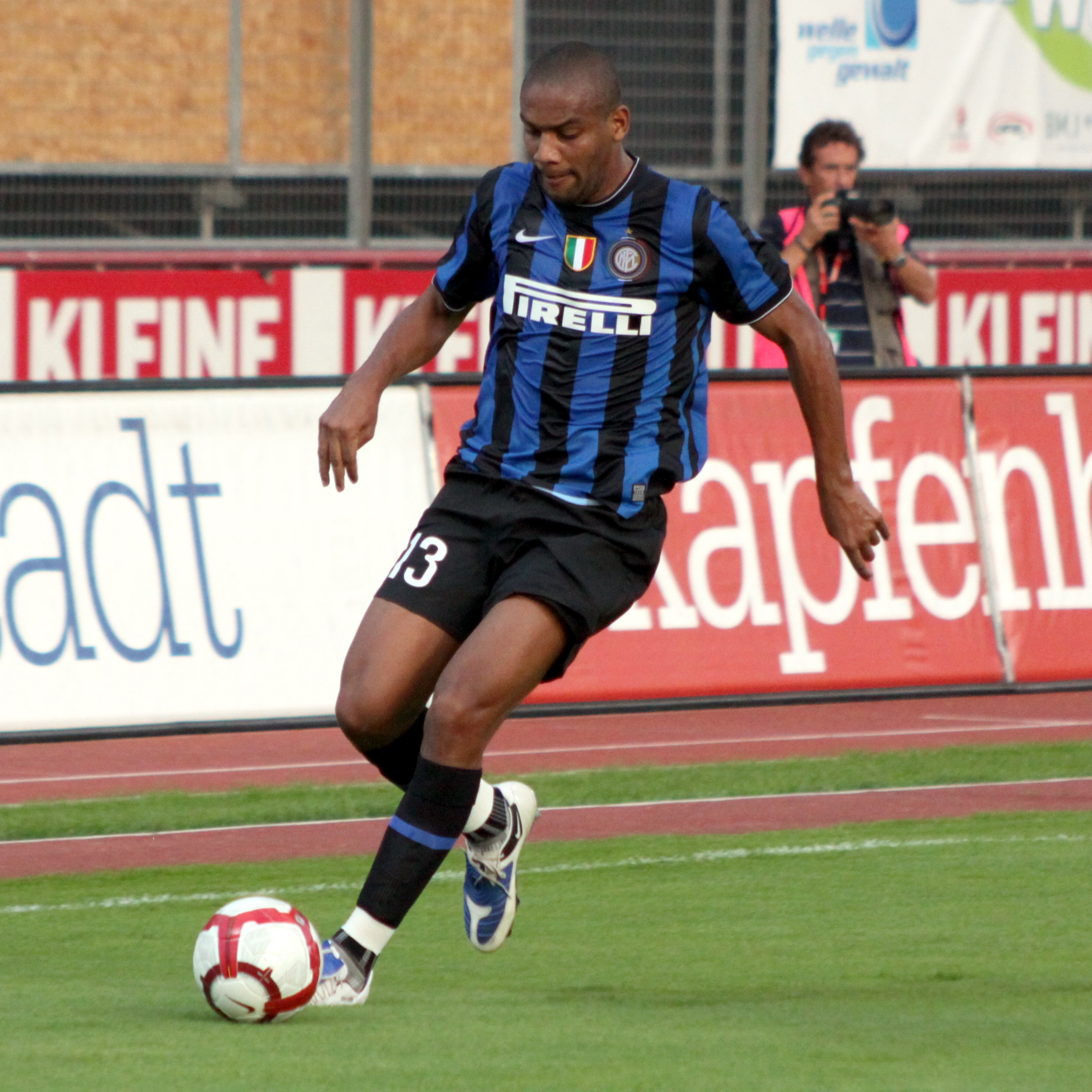
Maicon im Dress von Inter (2009)

Seine Karriere als Profifußballer begann bei dem brasilianischen Verein Cruzeiro EC aus Belo Horizonte. Dort spielte er von Januar 2001 bis Juni 2004. Einen Monat später wechselte er zu AS Monaco, um dort den internationalen Durchbruch zu schaffen. Dieses Ziel konnte er verwirklichen, denn er wurde direkt Stammspieler und zu einem Rückhalt in der Abwehr. Nach zwei Jahren AS Monaco wechselte er nach Italien zu Inter Mailand, wo er sich trotz starker Konkurrenz einen Stammplatz sichern konnte.
Beim Achtelfinalrückspiel der Champions League Saison 2006/07 gegen den FC Valencia kam es nach Schlusspfiff zu Rangeleien auf dem Platz. Die Tumulte hatten begonnen, nachdem Valencias Kapitän Carlos Marchena im Anschluss an ein Wortgefecht Nicolás Burdisso getreten hatte. Fast alle Spieler wurden daraufhin am Mittelkreis in Handgreiflichkeiten verwickelt, darunter auch Maicon. Schließlich wurde der Brasilianer von der UEFA für sechs Spiele gesperrt. Inter legte jedoch Einspruch ein und hatte insoweit Erfolg, dass Maicons Sperre auf drei Spiele reduziert wurde.
In der Saison 2009/10 gewann Maicon mit Inter Mailand unter dem Trainer José Mourinho das Triple, bestehend aus italienischer Meisterschaft, italienischem Pokal und der UEFA Champions League.
Am 31. August 2012 wechselte Maicon zum Premier-League-Klub Manchester City.
Am 17. Juli 2013 verließ Maicon den Verein wieder und wechselte zu AS Rom. Im Mai 2017 schloss er sich  dem Avaí FC an. Für den Klub trat er noch in neun Spielen (ein Tor) in der Série A 2017 an. Danach verließ er den Klub und war für 2018 ohne Kontrakt.
Für die Saison 2019 wurde Maicon dann vom Criciúma EC unter Vertrag genommen. Hier bestritt er 30 torlose Einsätze. Davon 13 in der Série B 2019, drei im Copa do Brasil 2019 und  14 in der Staatsmeisterschaft von Santa Catarina. Nach Beendigung der Série B verließ er Ende November des Jahres den Klub wieder.
Im September 2020 gab der Villa Nova AC bekannt, dass Maicon für die Austragung der Série D 2020 verpflichtet zu haben. Im Januar 2021 ging er dann nochmals nach Italien. Bei Sona Calcio blieb er bis zum Ende der Saison 2020/21, kam aber zu keinen Einsätzen.
Seine letzte aktive Station wurde im Juli 2021 der SP Tre Penne aus San Marino. Für den Klub bestritt er in dem Monat noch zwei Einsätze in der UEFA Europa Conference League 2021/22. Danach beendete er seine Spielerkarriere.

### In der Nationalmannschaft
In der brasilianischen Nationalmannschaft debütierte Maicon am 13. Juli 2003 gegen Mexiko. Sein erstes Tor für Brasilien erzielte er gegen Honduras am 16. Juli 2003. Nachdem Cafu nach der Fußball-Weltmeisterschaft 2006 seine Karriere bei der Seleção beendet hatte, etablierte sich Maicon als fester Bestandteil der Nationalelf. Seither gewann er mit der Nationalmannschaft die Copa América (2004, 2007) und den Konföderationen-Pokal (2005, 2009).
An der Fußball-Weltmeisterschaft 2010 in Südafrika nahm der Verteidiger für Brasilien ebenfalls teil. Im ersten Gruppenspiel seiner Mannschaft gegen Nordkorea erzielte er das 1:0. Nach zwei Jahren Abstinenz gab Maicon im September 2013 sein Comeback in der Nationalmannschaft im Spiel gegen Australien.

## Erfolge
Nationalmannschaft
- Copa América: 2004, 2007
- Konföderationen-Pokal: 2005, 2009
- Weltmeisterschafts-Vierter: 2014

Cruzeiro EC
- Copa Sul-Minas: 2002

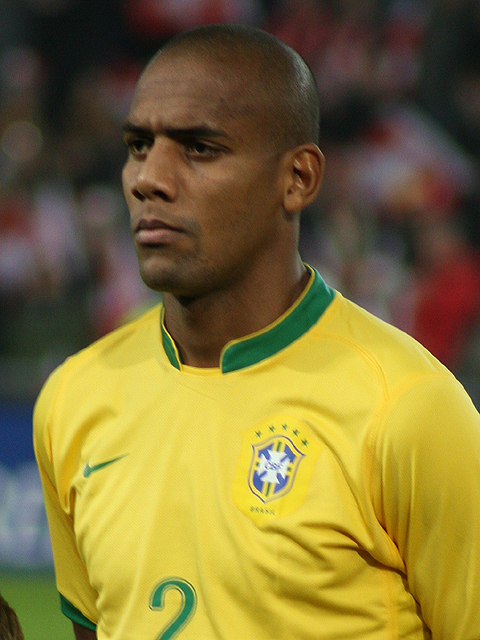
Maicon in der Nationalmannschaft

- Campeonato Mineiro: 2002, 2003, 2004
- Brasilianischer Meister: 2003
- Copa do Brasil:2003

Inter Mailand
- Italienischer Supercupsieger: 2006, 2008, 2010
- Italienischer Meister: 2006/07, 2007/08, 2008/09, 2009/10
- Italienischer Pokalsieger: 2009/10, 2010/11
- UEFA-Champions-League-Sieger: 2009/10
- FIFA-Klub-Weltmeisterschaft: 2010

## Auszeichnungen
- Konföderationen-Pokal 2009: Mannschaft des Turniers[5]
- Fußball-Weltmeisterschaft 2010: Mannschaft des Turniers
- UEFA Verteidiger des Jahres: 2010
- UEFA Team of the Year: 2010
- FIFPro/FIFA World XI: 2010
- Italiens Tor des Jahres: 2010
- Samba d’Or: 2010